# Campionati europei di trampolino elastico 1977
I Campionati europei di trampolino elastico 1977 sono stati la 5ª edizione della competizione organizzata dalla Unione Europea di Ginnastica. Si sono svolti a Essen, in Germania Ovest.

## Medagliere
| Posiz. | Nazione          | Oro | Argento | Bronzo | Totale |
| ------ | ---------------- | --- | ------- | ------ | ------ |
| 1      | Unione Sovietica | 3   | 2       | 3      | 8      |
| 2      | Germania Ovest   | 1   | 1       | 2      | 4      |
| 3      | Regno Unito      | 0   | 1       | 0      | 1      |
| Totale | Totale           | 4   | 4       | 5      | 13     |

## Podi
| Evento                  | Oro                | Argento          | Bronzo                            |
| Individuale maschile    | Eugeni Janes       | Stewart Matthews | Eugeni Jakovenko Vladimir Zhadoev |
| Individuale femminile   | Victoria Belyayava | Ute Scheile      | Gabriele Kruswicki                |
| Sincronizzato maschile  | Unione Sovietica   | Unione Sovietica | Germania Ovest                    |
| Sincronizzato femminile | Germania Ovest     | Unione Sovietica | Unione Sovietica                  |